# アンソニー・ブラウン (第6代モンタギュー子爵)
第6代モンタギュー子爵アンソニー・ブラウン（英語: Anthony Browne, 6th Viscount Montagu、1686年 – 1767年4月23日）は、イギリスの貴族。

## 生涯
第5代モンタギュー子爵ヘンリー・ブラウンとバーバラ・ウォルシンガム（Barbara Walsingham、1723年11月23日没、トマス・ウォルシンガムの娘）の息子として、1686年に生まれた。
1717年6月25日に父が死去すると、モンタギュー子爵の爵位を継承した。1719年、それまで保有していたバトル修道院を売却した。
1720年7月28日、バーバラ・ウェブ（Barbara Webb、1699年頃 – 1779年4月7日、第3代準男爵サー・ジョン・ウェブの娘）と結婚、1男1女をもうけた。
- アンソニー・ジョセフ（1728年 – 1787年） - 第7代モンタギュー子爵、子供あり
- メアリー（1767年9月17日没） - 1761年3月30日、第4代準男爵サー・リチャード・ベディングフィールドと結婚、子供あり

1732年4月、イングランド首位グランドロッジのグランドマスターに選出された。
1767年4月23日に死去、イーストボーンで埋葬された。息子アンソニー・ジョセフが爵位を継承した。